# Joe Royle
Joseph "Joe" Royle (ur. 8 kwietnia 1949) – piłkarz angielski występujący na pozycji napastnika, sześciokrotny reprezentant kraju.
Karierę piłkarską rozpoczął w Evertonie. W 1966 roku w meczu przeciwko Blackpool mając 16 lat zaliczył debiut w pierwszym zespole. Cztery lata później zdobył z Evertonem mistrzostwo Anglii i wystąpił w zwycięskim meczu o Charity Shield.
W grudniu 1974 roku podpisał kontrakt z Manchesterem City, z którym sięgnął po Puchar Ligi. W latach 1977–1982 występował w Bristol City i Norwich City. W klubie z Norwich zakończył piłkarską karierę z powodu kontuzji kolana.
Jako menadżer prowadził Oldham Athletic, Everton, Manchester City oraz Ipswich Town. W 1995 roku zdobył z Evertonem Puchar Anglii.
W reprezentacji Anglii zadebiutował 3 lutego 1971 roku w meczu eliminacji mistrzostw Europy przeciwko Malcie. W sumie w dorosłej kadrze wystąpił 6 razy i zdobył dwie bramki.

## Mecze i bramki w reprezentacji Anglii
| #  | Data                 | Miejsce                   | Mecz                       | Wynik | Bramki | Rozgrywki                 |
| -- | -------------------- | ------------------------- | -------------------------- | ----- | ------ | ------------------------- |
| 1. | 3 lutego 1971        | Empire Stadium, Gzira     | Malta - Anglia             | 0:1   |        | Eliminacje EURO 1972      |
| 2. | 11 października 1972 | Wembley, Londyn           | Anglia - Jugosławia        | 1:1   |        | mecz towarzyski           |
| 3. | 11 maja 1976         | Wembley, Londyn           | Anglia - Irlandia Północna | 4:0   |        | British Home Championship |
| 4. | 28 maja 1976         | Yankee Stadium, Nowy Jork | Anglia - Włochy            | 3:2   |        | mecz towarzyski           |
| 5. | 13 października 1976 | Wembley, Londyn           | Anglia - Finladnia         | 2:1   |        | Eliminacje MŚ 1978        |
| 6. | 30 marca 1977        | Wembley, Londyn           | Anglia - Luksemburg        | 5:0   |        | Eliminacje MŚ 1978        |